# Luigi Tasselli
Luigi Tasselli (* 20. Oktober 1901 in Virgilio; † 5. November 1971 in Mantua) war ein italienischer Radrennfahrer und Olympiasieger im Radsport.

## Sportliche Laufbahn
Tasselli war Teilnehmer der Olympischen Sommerspiele 1928 in Amsterdam. Mit dem italienischen Vierer gewann er gemeinsam mit Cesare Facciani, Giacomo Gaioni und Mario Lusiani die Goldmedaille in der Mannschaftsverfolgung. Von 1931 bis 1932 startete er als Berufsfahrer, hatte aber keine Erfolge zu verbuchen. In den Rennen der Monumente des Radsports war der 63. Platz im Rennen Mailand–Sanremo 1932 sein bestes Resultat.